# Magalhães (sobrenome)

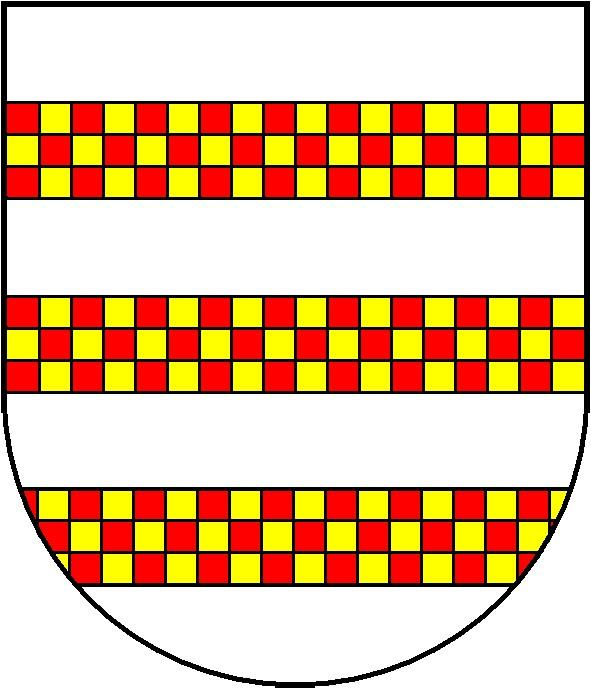
Armas dos Magalhães

Magalhães é um apelido de família da onomástica da língua portuguesa. Tem raízes toponímicas, que terá sido tirado do da Torre de Magalhães, na freguesia de São Martinho do Paço Vedro de Magalhães, Ponte da Barca. O sobrenome tem variantes; em espanhol é escrito Magallanes, em Inglês é Magellan.
O nome desta família teria se originado em Afonso Rodrigues de Magalhães, senhor daquela torre e que vivia em 1312. Era raçoeiro do Mosteiro de Tibães e do seu casamento com D. Alda Martins de Castelões teve descendência que deu continuidade ao apelido. Dentre aquela, será de salientar o navegador Fernão de Magalhães.
Brasão de Armas: De prata, três faixas xadrezadas de vermelho e prata, de três tiras. Timbre: um abutre de sua cor, estendido e armado de ouro. Outros Magalhães, no entanto, usam: escudo esquartelado, sendo os primeiro e quarto de prata, uma árvore arrancada de verde, e os segundo e terceiro de azul, uma cruz de ouro florenciada e vazia. Timbre: a árvore do escudo.

## Referência
- As Origens dos Apelidos das Famílias Portuguesas de Manuel de Sousa[vago]